# لوئیس هورنا
 لوئیس هورنا (انگلیسی: Luis Horna؛ زاده ۱۴ سپتامبر ۱۹۸۰) یک تنیس‌باز اهل پرو است.